# Plinia callosa
Plinia callosa là một loài thực vật có hoa trong Họ Đào kim nương. Loài này được Sobral miêu tả khoa học đầu tiên năm 1988.